# Gothard (zagrebački biskup)
Gothard, trinaesti zagrebački biskup, nasljednik Dominika.

## Životopis
Gorički arhiđakon Ivan spominje Gotharda na popisu zagrebačkih biskupa: "Ovoga je naslijedio gospodin Gothard koga pokriva prije spomenut bijeli kamen, kako kažu, a sad nema nema nikog živog, tko bi ga se sjećao; ali u privilegijama Crkve često se nalazi njegovo ime." Prvi put se spominje u ispravi kralja Andrije, 1. kolovoza 1205. kojom je dao povlastice gradu Ninu.
Najvjerojatnije je umro oko 1214. godine. Njegov grob se nalazio u Predtatarskoj katedrali.

## Vanjske poveznice
Mrežna mjesta
- Gothard (1206. - 1214.), životopis na stranicama Zagrebačke nadbiskupije

| Titule u Katoličkoj Crkvi | Titule u Katoličkoj Crkvi       | Titule u Katoličkoj Crkvi |
| ------------------------- | ------------------------------- | ------------------------- |
| prethodnik Dominik        | zagrebački biskup 1205. – 1214. | nasljednik Stjepan I.     |